# Nick Kroll
Nicholas J. „Nick” Kroll (New York, 1978. június 5. –) amerikai humorista, színész és producer.
2009–2015 között A liga című szituációs komédia főszereplője volt. A Comedy Central Kroll Show (2013–2015) című szkeccssorozatának társalkotója és állandó szereplője, 2017-től a Netflix által forgalmazott Hormonokkal túlfűtve című animációs sorozat megalkotója és fő szinkronhangja. A 2020-as években az Emberi erőforrások (2022–2023) és a Világtörténelem, 2. rész című sorozatokat alkotta meg.
Színészként feltűnt a Spancserek (2009), a Felhangolva (2010) és a Gyógyegér vacsorára (2010) című filmekben. A Virsliparti (2016), az Énekelj! (2016) és az Alsógatyás kapitány: Az első nagyon nagy film (2017) szereplőinek eredeti hangját kölcsönözte.

## Filmográfia

### Film
| Év   | Magyar cím                                    | Eredeti cím                                  | Szerep                    | Magyar hang       |
| ---- | --------------------------------------------- | -------------------------------------------- | ------------------------- | ----------------- |
| 2008 |                                               | The Negotiating Table (rövidfilm)            | alkalmazott               |                   |
| 2008 |                                               | Adventures of Power                          | Versatio Bakir            |                   |
| 2009 | Spancserek                                    | I Love You, Man                              | Larry                     |                   |
| 2010 | Párterápia                                    | Date Night                                   | főpincér                  | Bodrogi Attila    |
| 2010 | Felhangolva                                   | Get Him to the Greek                         | Kevin McLean              |                   |
| 2010 | Gyógyegér vacsorára                           | Dinner for Schmucks                          | Josh                      |                   |
| 2010 | Utódomra ütök                                 | Little Fockers                               | fiatal doktor             |                   |
| 2011 | Egy régi jó tivornya                          | A Good Old Fashioned Orgy                    | Adam Richman              | Csőre Gábor       |
| 2014 | Adult Beginners                               | Adult Beginners                              | Jake Wenton               | Fekete Zoltán     |
| 2015 | Vakáció                                       | Vacation                                     | coloradói rendőr          | Láng Balázs       |
| 2015 | Kupák lovagja                                 | Knight of Cups                               | Nick                      |                   |
| 2016 | Zűrös hétvége                                 | Joshy                                        | Eric                      | Farkas Dénes      |
| 2016 | Kedves öcsém, facsiga                         | My Blind Brother                             | Bill                      | Simon Kornél      |
| 2016 | Virsliparti                                   | Sausage Party                                | Intimzuhany (hangja)      | Welker Gábor      |
| 2016 | Loving                                        | Loving                                       | Bernie Cohen              | Moser Károly      |
| 2016 | Énekelj!                                      | Sing                                         | Günter (hangja)           | Mészáros Máté     |
| 2017 | Alsógatyás kapitány: Az első nagyon nagy film | Captain Underpants: The First Epic Movie     | Pelus professzor (hangja) | Karácsonyi Zoltán |
| 2017 | A szerencse háza                              | The House                                    | Bob Schaeffer             | Kisfalusi Lehel   |
| 2018 | Drew bácsi                                    | Uncle Drew                                   | Mookie                    |                   |
| 2018 | A végső hadművelet                            | Operation Finale                             | Rafi Eitan                |                   |
| 2019 | Olimpiai szerelem                             | Olympic Dreams                               | Ezra                      | Moser Károly      |
| 2019 | A kis kedvencek titkos élete 2.               | The Secret Life of Pets 2                    | Szergej (hangja)          | Nagypál Gábor     |
| 2019 | Addams Family – A galád család                | The Addams Family                            | Fester bácsi (hangja)     | Simon Kornél      |
| 2020 | Jó utat a tudatmódosítók világában!           | Have a Good Trip: Adventures in Psychedelics | önmaga                    |                   |
| 2021 | Mielőtt mindennek vége                        | How It Ends                                  | Gary                      | Kovács Lehel      |
| 2021 | Addams Family 2.                              | The Addams Family 2                          | Fester bácsi (hangja)     | Simon Kornél      |
| 2021 | Énekelj! 2.                                   | Sing 2                                       | Günter (hangja)           | Mészáros Máté     |
| 2022 | Bob burgerfalodája – A film                   | The Bob's Burgers Movie                      | ijesztő Carnie (hangja)   |                   |
| 2022 | Nincs baj, drágám                             | Don't Worry Darling                          | Dean                      | Kovács Lehel      |
| 2023 |                                               | First Time Female Director                   | Clyde                     |                   |
| 2024 |                                               | I Don't Understand You                       | Dom                       |                   |
| 2024 | A hullahó-akció                               | Red One                                      | Ted                       | Lovas Dániel      |
| 2025 | A hupikék törpikék                            | Smurfs                                       | Csernobog (hangja)        | Dézsy Szabó Gábor |

### Televízió

#### Alkotó, író és vezető producer
| Év        | Magyar cím               | Eredeti cím                   | Feladatkör | Feladatkör | Feladatkör      | Megjegyzések       |
| Év        | Magyar cím               | Eredeti cím                   | Alkotó     | Író        | Vezető producer | Megjegyzések       |
| --------- | ------------------------ | ----------------------------- | ---------- | ---------- | --------------- | ------------------ |
| 2009–2015 | A liga                   | The League                    | Nem        | Igen       | Nem             |                    |
| 2013–2015 |                          | Kroll Show                    | Igen       | Igen       | Igen            | társalkotó         |
| 2017–2025 | Hormonokkal túlfűtve     | Big Mouth                     | Igen       | Igen       | Igen            | társalkotó         |
| 2022–2023 | Emberi erőforrások       | Human Resources               | Igen       | Igen       | Igen            | társalkotó         |
| 2023      | Világtörténelem, 2. rész | History of the World, Part II | Nem        | Igen       | Igen            | rendező (3 epizód) |

#### Színész
| Év        | Magyar cím                                          | Eredeti cím                              | Szerep                                          | Megjegyzések                                                                    |
| --------- | --------------------------------------------------- | ---------------------------------------- | ----------------------------------------------- | ------------------------------------------------------------------------------- |
| 2006      |                                                     | Late Night with Conan O'Brien            | több szereplő                                   | 1 epizód                                                                        |
| 2006      |                                                     | Cheap Seats without Ron Parker           | Todd Lazarov                                    | 1 epizód                                                                        |
| 2006      |                                                     | Samurai Love God                         | ismeretlen szereplő hangja                      | minisorozat (3 epizód)                                                          |
| 2007      |                                                     | Human Giant                              | több szereplő                                   | 2 epizód                                                                        |
| 2007–2008 |                                                     | Cavemen                                  | Nick Hedge                                      | 8 epizód                                                                        |
| 2008      |                                                     | Best Week Ever                           | önmaga                                          | 1 epizód                                                                        |
| 2008–2009 | Életem legrosszabb hete                             | Worst Week                               | Adam                                            | 6 epizód                                                                        |
| 2008–2011 |                                                     | Childrens Hospital                       | Nicky / Dr. Geza                                | 6 epizód                                                                        |
| 2008–2012 | Az élet és Tim                                      | The Life & Times of Tim                  | Stu (hangja)                                    | 30 epizód                                                                       |
| 2009      | Reno 911! – Zsaruk bevetésen                        | Reno 911!                                | El Chupacabra                                   | 3 epizód                                                                        |
| 2009      |                                                     | Mayne Street                             | Paparazzo                                       | 1 epizód                                                                        |
| 2009      |                                                     | Sit Down, Shut Up                        | Andrew LeGustambos (hangja)                     | 13 epizód                                                                       |
| 2009–2010 |                                                     | WordGirl                                 | Reuben Grinder (hangja)                         | 2 epizód                                                                        |
| 2009–2015 | A liga                                              | The League                               | Rodney Ruxin                                    | főszereplő                                                                      |
| 2010      |                                                     | Nick Swardson's Pretend Time             | igazgató                                        | 1 epizód                                                                        |
| 2010      | John Oliver-show az elmúlt hét híreiről             | John Oliver's New York Stand-Up Show     | önmaga                                          | 1 epizód                                                                        |
| 2011      | Balfékek                                            | Community                                | Juergen                                         | 1 epizód                                                                        |
| 2011–2012 | Amerikai fater                                      | American Dad!                            | tisztító / diák / Andy Dick (hangja)            | 4 epizód                                                                        |
| 2011–2015 | Városfejlesztési osztály                            | Parks and Recreation                     | Howard "The Douche" Tuttleman                   | 5 epizód                                                                        |
| 2011–2018 |                                                     | Portlandia                               | Daniel Prison / Gil Faizon                      | 3 epizód                                                                        |
| 2012–2016 |                                                     | Comedy Bang! Bang!                       | több szereplő                                   | 5 epizód                                                                        |
| 2013      | Új csaj                                             | New Girl                                 | Jamie                                           | 1 epizód                                                                        |
| 2013      | Égető szerelem                                      | Burning Love                             | Khris                                           | - 4 epizód - magyar hangja: - Király Attila                                     |
| 2013      |                                                     | The Greatest Event in Television History | Jeremy Bay                                      | 1 epizód                                                                        |
| 2013      |                                                     | The Soup                                 | önmaga                                          | 1 epizód                                                                        |
| 2013      | Égessük le James Francót!                           | Comedy Central Roast of James Franco     | leégető                                         | különkiadás                                                                     |
| 2013      | Family Guy                                          | Family Guy                               | Ricky (hangja)                                  | 1 epizód                                                                        |
| 2013      |                                                     | Brody Stevens: Enjoy It!                 | önmaga                                          | 3 epizód                                                                        |
| 2013      |                                                     | The Jeselnik Offensive                   | önmaga                                          | 2 epizód                                                                        |
| 2013–2015 |                                                     | Kroll Show                               | több szereplő                                   | 23 epizód                                                                       |
| 2014      | Tömény történelem                                   | Drunk History                            | Ronald Reagan                                   | 1 epizód                                                                        |
| 2014      |                                                     | Mulaney                                  | Jesse Tyler Munoz                               | 1 epizód                                                                        |
| 2015      | Brooklyn 99 – Nemszázas körzet                      | Brooklyn Nine-Nine                       | Kendrick ügynök                                 | 1 epizód                                                                        |
| 2015      | A megtörhetetlen Kimmy Schmidt                      | Unbreakable Kimmy Schmidt                | Christopher "Tristafé" Micelli                  | 1 epizód                                                                        |
| 2015      |                                                     | The Grace Helbig Show                    | önmaga                                          | 1 epizód                                                                        |
| 2015      | A Simpson család                                    | The Simpsons                             | Lem (hangja)                                    | 1 epizód                                                                        |
| 2015      |                                                     | SuperMansion                             | Cleb (hangja)                                   | 1 epizód                                                                        |
| 2016      | Állatok                                             | Animals.                                 | Jerry (hangja)                                  | 1 epizód                                                                        |
| 2016      |                                                     | Bajillion Dollar Propertie$              | Graham Simon                                    | 1 epizód                                                                        |
| 2016      |                                                     | Mr. Neighbor's House                     | Photo Joe (hangja)                              | különkiadás                                                                     |
| 2017      | 32. Independent Spirit-gála                         | 32nd Independent Spirit Awards           | önmaga (házigazda)                              | különkiadás                                                                     |
| 2017–2021 | Bob burgerfalodája                                  | Bob's Burgers                            | Mr. Desanto / vásárló (hangja)                  | 2 epizód                                                                        |
| 2017      |                                                     | Oh, Hello on Broadway                    | Gil Faizon                                      | különkiadás                                                                     |
| 2017      |                                                     | I'm Sorry                                | Lon                                             | 1 epizód                                                                        |
| 2017      |                                                     | At Home with Amy Sedaris                 | Randy Fingerling                                | 1 epizód                                                                        |
| 2017–     | Hormonokkal túlfűtve                                | Big Mouth                                | Nick Birch / Maury / egyéb szereplők hangja     |                                                                                 |
| 2018      | 33. Independent Spirit-gála                         | 33rd Independent Spirit Awards           | önmaga (házigazda)                              | különkiadás                                                                     |
| 2018      | Van rá magyarázat                                   | Explained                                | narrátor                                        | 1 epizód                                                                        |
| 2019–2022 | Hétköznapi vámpírok – A sorozat                     | What We Do in the Shadows                | Simon                                           | 3 epizód                                                                        |
| 2019–2020 |                                                     | Crank Yankers                            | önmaga (hangja)                                 | 2 epizód                                                                        |
| 2020      | Félig üres                                          | Curb Your Enthusiasm                     | étteremvezető                                   | 1 epizód                                                                        |
| 2020      | A kenderfutár                                       | High Maintenance                         | Nick                                            | 1 epizód                                                                        |
| 2020      |                                                     | Home Movie: The Princess Bride           | Vizzini / Inigo Montoya / Fezzik                | 1 epizód                                                                        |
| 2021      |                                                     | Dickinson                                | Edgar Allan Poe                                 | 1 epizód                                                                        |
| 2022      |                                                     | Bust Down                                | DJ Jacuzzi (hangja)                             | 1 epizód                                                                        |
| 2022      | A zászlónk halált jelent                            | Our Flag Means Death                     | Gabriel                                         | 2 epizód                                                                        |
| 2022      | Üvöltés                                             | Roar                                     | Doug                                            | 1 epizód                                                                        |
| 2022–2023 | Emberi erőforrások                                  | Human Resources                          | Maurice 'Maury' Beverley / Rick / Todd (hangja) | - 20 epizód - magyar hangja: - Debreczeny Csaba (Beverley) - Ács Norbert (Rick) |
| 2023      | Világtörténelem, 2. rész                            | History of the World, Part II            | több szereplő hangja                            | 8 epizód                                                                        |
| 2023      | Extrapolációk                                       | Extrapolations                           | Alpha (hangja)                                  | 1 epizód                                                                        |
| 2024      | John Oliver-show az elmúlt hét híreiről             | Last Week Tonight with John Oliver       | Cantaloupe / Coconut (hangja)                   | 1 epizód                                                                        |
| 2024      | John Mulaney bemutatja: Mindenki Los Angelesben van | John Mulaney Presents: Everybody's in LA | Gil Faizon                                      | 1 epizód                                                                        |
| 2024      |                                                     | Mr. Throwback                            | önmaga                                          | 1 epizód                                                                        |
| 2024      |                                                     | Krapopolis                               | Grarg / Jörmungandr (hangja)                    | 1 epizód                                                                        |
| 2024      | A franchise                                         | The Franchise                            | Kyle                                            | 1 epizód                                                                        |

## Fordítás
- Ez a szócikk részben vagy egészben  a   Nick Kroll című angol Wikipédia-szócikk ezen változatának fordításán alapul.  Az eredeti cikk szerkesztőit annak laptörténete sorolja fel. Ez a jelzés csupán a megfogalmazás eredetét és a szerzői jogokat jelzi, nem szolgál a cikkben szereplő információk forrásmegjelöléseként.